# ロベール＝フランソワ・ダミアン

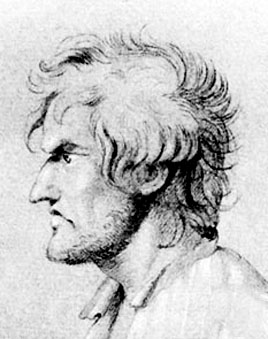
ロベール＝フランソワ・ダミアン

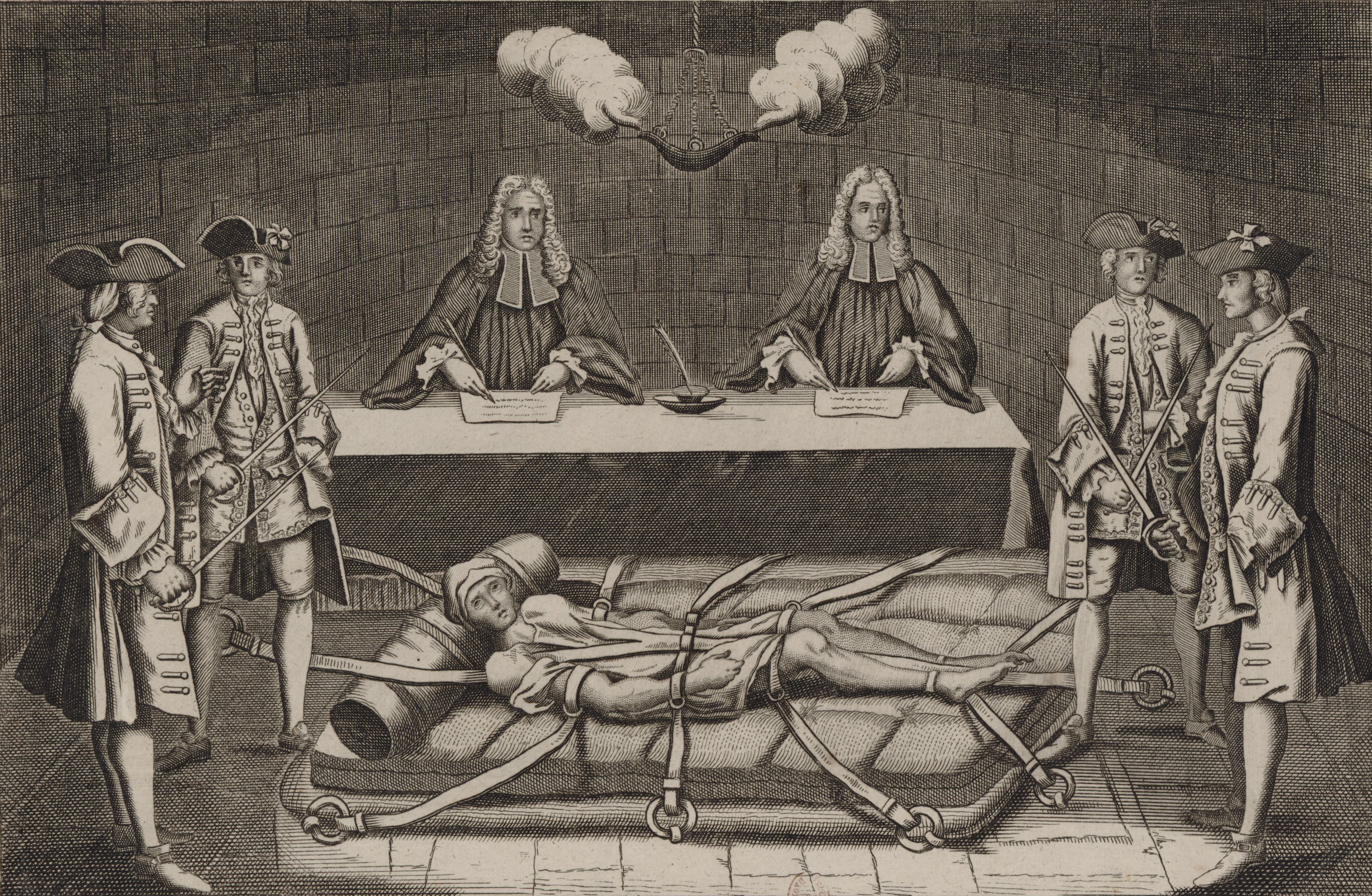
拷問にかけられるダミアン

ロベール＝フランソワ・ダミアン（Robert-François Damiens、1715年1月9日 - 1757年3月27日）は、フランス王ルイ15世暗殺未遂の罪によって八つ裂きの刑になった人物である。

## 略歴
ダミアンはアルトワのアラスの近くの村で1715年に10人兄弟姉妹の8番目の子として生まれた。父は日雇い農夫や刑吏で糧を得ていた。ベチューヌの叔父の下で育ち、若い時にフィリップスブルク包囲戦 (1734年)に名も知れぬ兵士の一人として参戦した。軍を辞めたダミアンはパリのイエズス会のルイ＝ル＝グランで召使いになって働いていたが、金を持ち逃げした。ダミアンはジャンセニスムに共感していたらしく、クレメンス11世によるジャンセニスムと痙攣派（ジャンセニスムの一派）への抑圧に反感を抱いた。当時の宗教観のため、国王を切りつけて血の色を確認しようとした。
1757年1月5日に、ルイ15世が馬車に乗ろうとしたところをナイフで刺した。寒い時期で厚着をしていたこともあり、ルイ15世はかすり傷で済んだ。ダミアンは逃げることなくその場で逮捕され、共犯者の名前を白状させるために拷問にかけられた。しかし、彼は共犯者も後ろ盾も全くない単独犯だったため、苦し紛れに適当な名前を答えた。
すぐにコンシェルジュリーに移されたが、
コンシェルジュリーでは、150年程前の王殺し、アンリ4世刺殺犯であるフランソワ・ラヴァイヤックと同じ独房に幽閉され、拷問を受けた。まもなくパリ高等法院によりフランスで最も重い刑罰である八つ裂きの刑による死刑判決が下された。場所は、グレーヴ広場 (現在のパリ市役所前広場, Place de l'Hôtel-de-Ville - Esplanade de la Libération) で執行されることになった。
3月27日、死刑執行人シャルル＝アンリ・サンソンとニコラ＝シャルル・ガブリエル・サンソンにより、刑の執行が始まった。まず罪を犯した右腕を罰するために右腕を焼かれ、ペンチで体の肉を引きちぎられ、傷口に沸騰した油や溶けた鉛を注ぎ込まれたあと、手足に切れ込みを入れて八つ裂きにされて絶命し、胴体は焼かれた（シャルル＝アンリは、処刑の詳細を記録している）。処刑を目撃した人物は、彼を、イングランドにおいて同様の罪で処刑されたガイ・フォークスになぞらえた。
処刑後、ダミアンの家は完全に破壊され更地になり、兄弟と姉妹は改名を強要され、父と妻と娘はフランスから追放された。
ミシェル・フーコーは、著書『監獄の誕生』において彼の処刑に言及している。